# Papilio astyalus
Papilio astyalus is een vlinder uit de familie van de pages (Papilionidae). De wetenschappelijke naam van de soort is voor het eerst geldig gepubliceerd in 1819 door Jean-Baptiste Godart. Deze soort is ook bekend geweest onder de naam Papilio lycophron, gebaseerd op Heraclides lycophron Hübner, 1823, een naam die later gepubliceerd werd dan die van Godart.

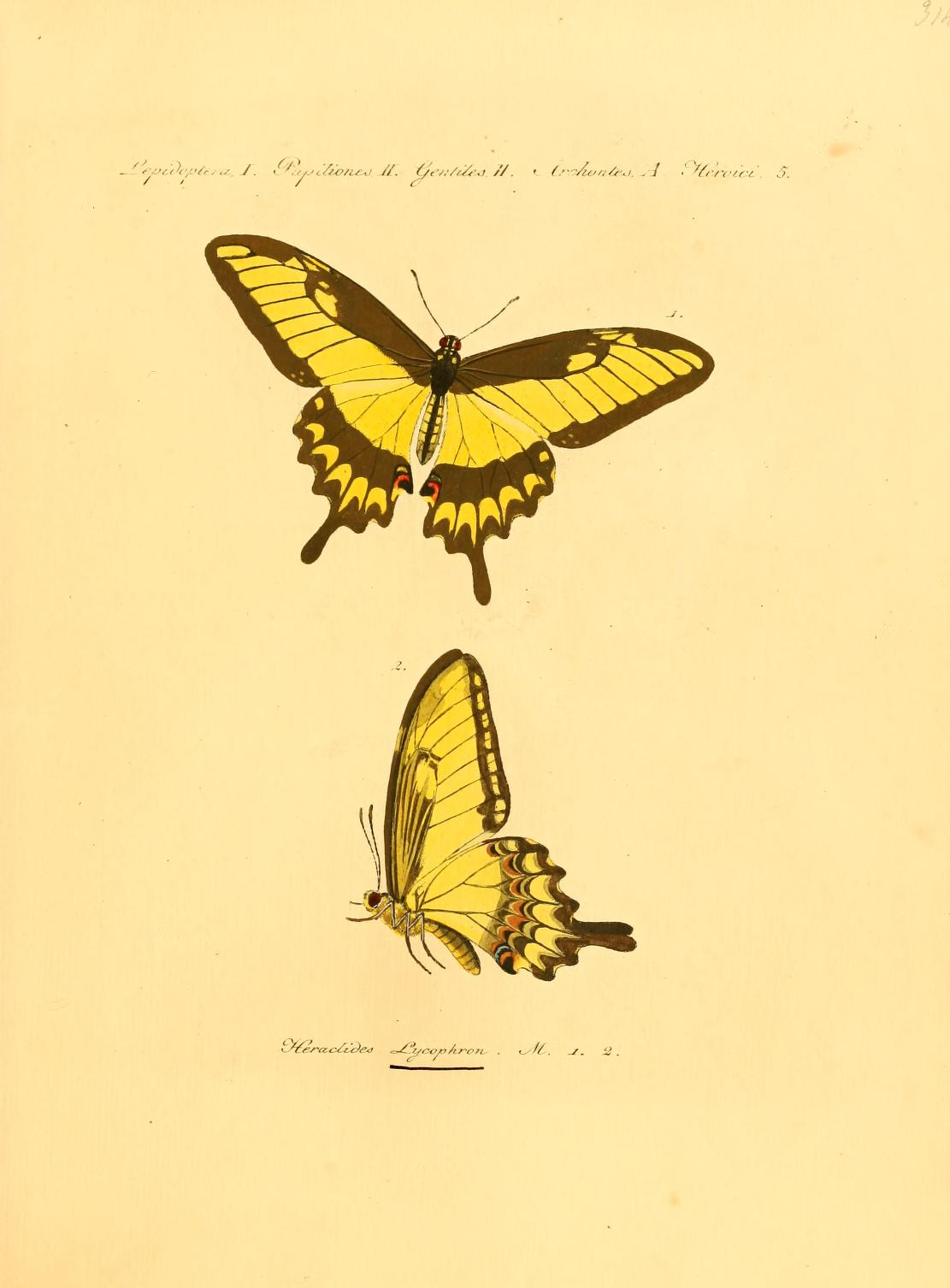
Hübners afbeelding van Heraclides lycophron

## Kenmerken
De mannetjes hebben zwarte vleugels met een brede, gele band en een rij gele vlekjes langs de vleugelranden. De vrouwtjes hebben donkere vleugels met een groenige weerschijn.

## Verspreiding en leefgebied
Deze soort is endemisch in Brazilië.

## Waardplanten
De waardplanten behoren tot de wijnruitfamilie (Rutaceae). De rupsen kunnen grote schade aanrichten op sinaasappel- en grapefruitplantages.